# Castleblayney
Castleblaney (auch: Castleblayney, irisch Baile na Lorgan, dt.: „Stadt am langgestreckten niedrigen Bergrücken“) ist ein Ort im County Monaghan in der Republik Irland. Bei der Volkszählung 2022 hatte er 3926 Einwohner.

## Lage
Castleblaney liegt im Zentrum von County Monaghan und etwa 25 km in südöstlicher Richtung von Monaghan entfernt. Östlich der Ortschaft liegt das Lough Muckno. Die N2 führt von Monaghan kommend nach Dublin. 

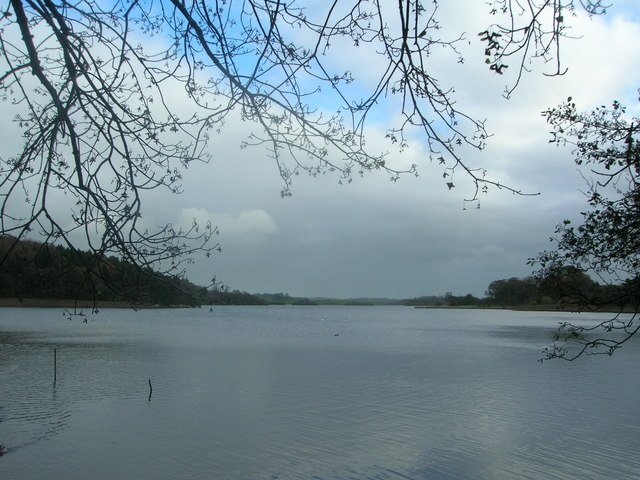
Lough Muckno

## Geschichte
Castleblaney ist eine jüngere Ortsgründung. Edward Blayney, 1. Baron Blayney, erhielt zunächst Teile des Lands am Lough Muckno und bekam das hier beschlagnahmte Land von Elisabeth  I. verliehen. 1611 ließ er hier ein Schloss errichten (daher Castle Blayney). 1790 wurde die Town Hall (Rathaus) errichtet. 
Das Schloss wurde durch Andrew Blayney, 11. Baron Blaney, um 1800 umgestaltet. Er sorgte dafür, dass die Gegend auflebte. Die städtische Siedlung, die planmäßig angelegt wurde, entstand um 1830. 
Der 1849 eingerichtete Bahnhof wurde 1960 endgültig geschlossen.
Um 1853 wurde Blayney Castle von Cadwallader Blayney, 12. Baron Blayney, an Henry Thomas Hope veräußert und erhielt den Namen Hope Castle. Zwischen 1900 und 1904 wurde Hope Castle an Arthur, 1. Duke of Connaught and Strathearn, vermietet. Zwischen 1919 und 1921 wurde es als Kaserne der Britischen Armee genutzt.
Am 7. März 1976 wurde in der Main Street in Castleblaney eine Bombe gezündet. Dabei starb eine Person und 17 weitere wurden verletzt. 
2010 wurde Hope Castle durch Brandstiftung völlig zerstört.

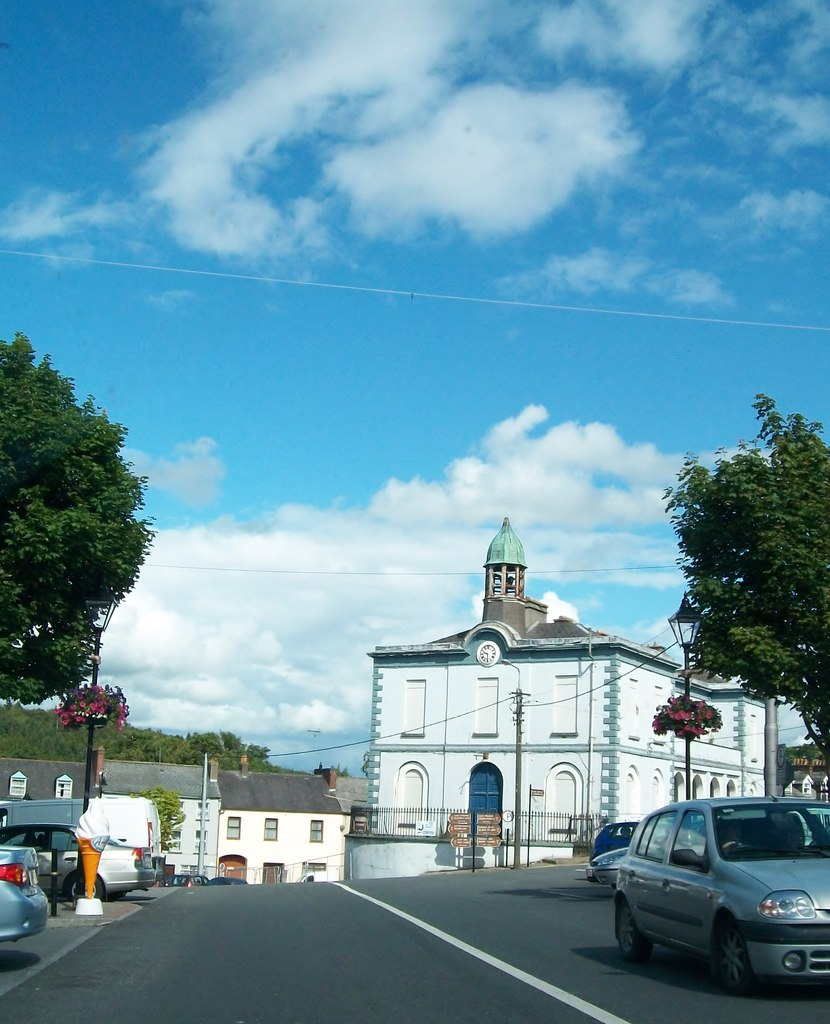
Rathaus (Town Hall, früheres Market House)
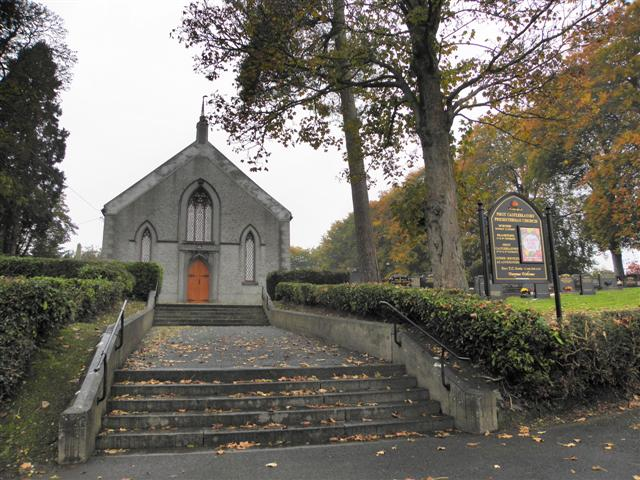
Presbyterianische Kirche
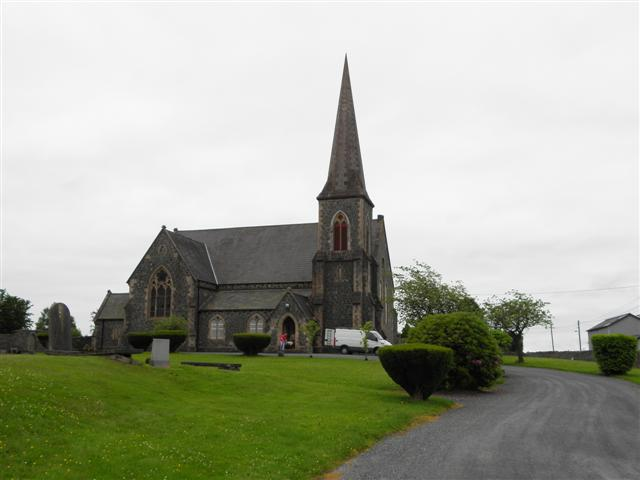
Maeldoid’s Church (anglikanische Kirche)
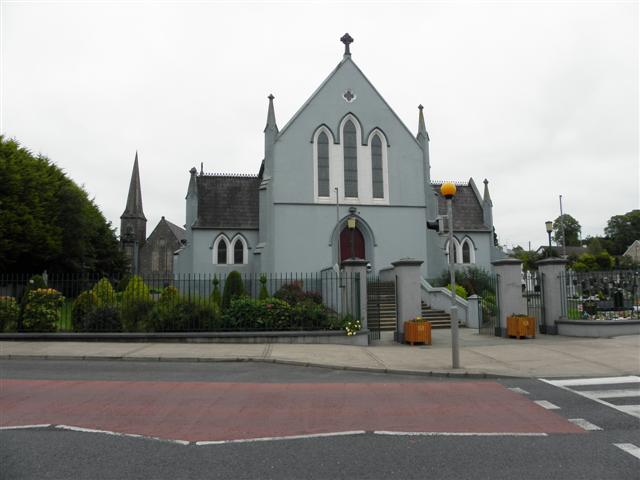
Marienkirche (römisch-katholische Kirche)
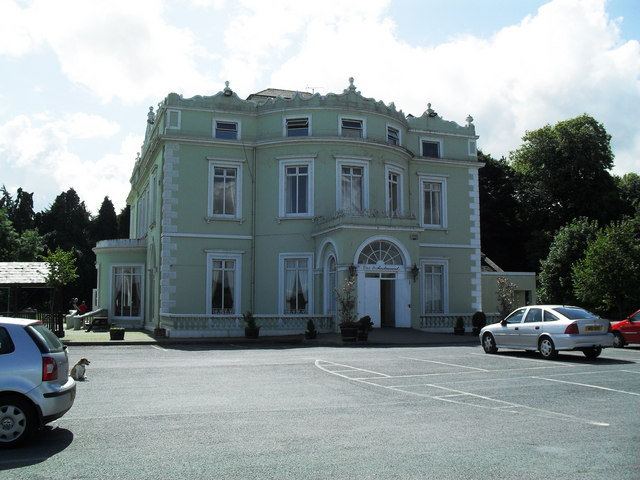
Hope Castle (vor der Brandstiftung)

## Persönlichkeiten
- John Carroll (1838–1897), römisch-katholischer Geistlicher, Bischof von Shrewsbury
- James McMahon Graham (1852–1945), Politiker
- Eoin O’Duffy (1892–1944), Politiker (Fine Gael), Anführer der IRA
- Tom McBride (genannt Big Tom, 1936–2018), Musiker (Gitarre, Saxophon)
- Billy Fox (1939–1974), Politiker
- Shane McGuirk (* 1995), Dartspieler
- Eamonn Toal, Sänger, Teilnehmer am Eurovision Song Contest 2000

## Gemeindepartnerschaften
Mit den französischen Gemeinden Nogent-sur-Vernisson im Département Loiret, Region Centre-Val de Loire, und Marseillan im Département Hérault, Region Okzitanien, bestehen Partnerschaften.